# St. Peter (Zülpich)

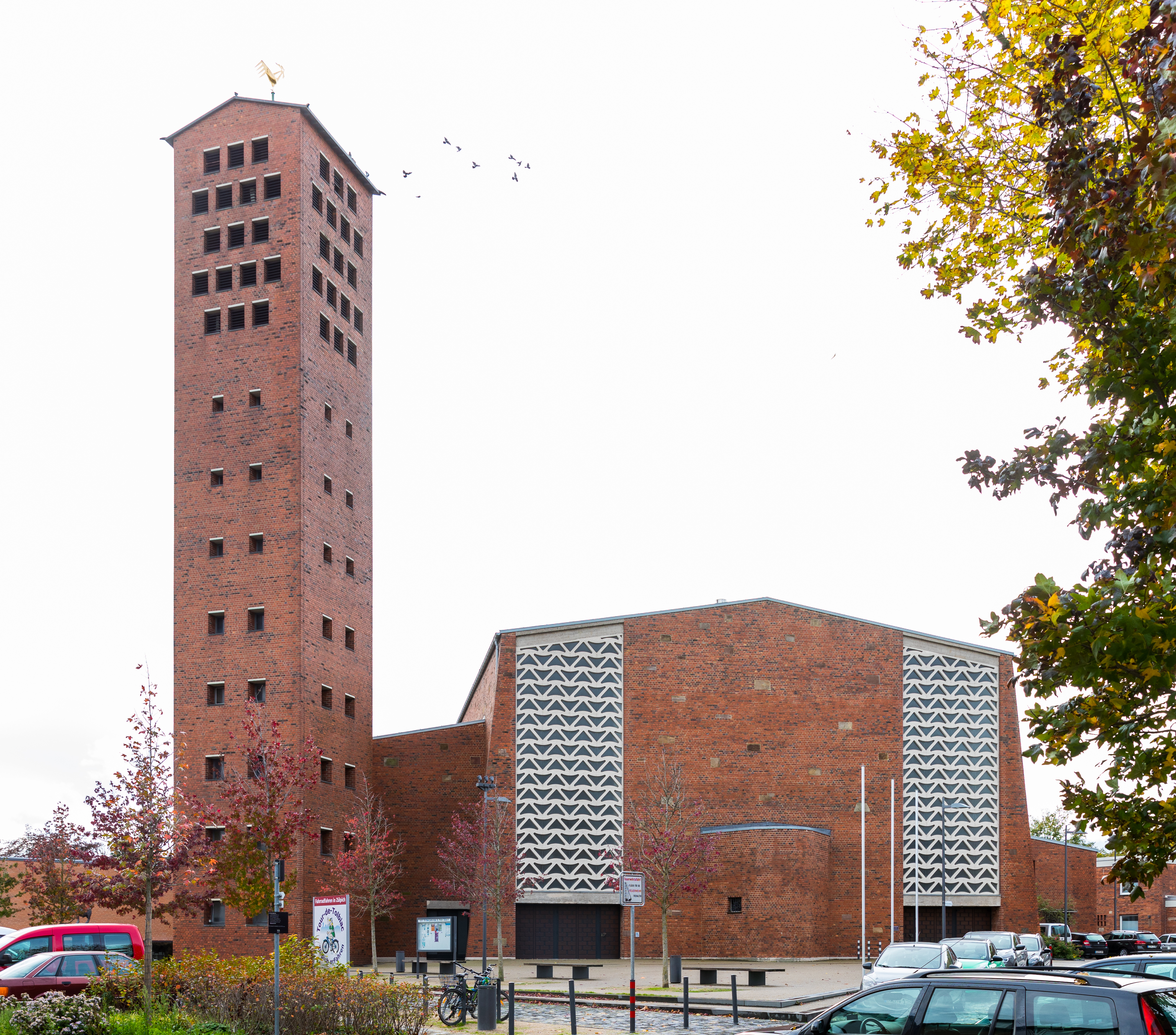
Kirche St. Peter in Zülpich

Die römisch-katholisches Kirche St. Peter befindet sich in Zülpich.

## Geschichte
Eine Kirche wurde im Jahre 848 zum ersten Mal bei Wandalbert von Prüm urkundlich erwähnt. Im 11. Jahrhundert erhielt die Benediktinerabtei St. Michael in Siegburg vom Kölner Erzbischof das Patronatsrecht an St. Peter. In dieser Zeit erfolgte ein Neubau der Kirche im salisch-romanischen Stil. Im Laufe der Jahre wurde sie verschiedentlich umgebaut und erweitert. Beim alliierten Bombenangriff am 24. Dezember 1944 wurde sie weitgehend zerstört.
Die Grundsteinlegung zum Wiederaufbau erfolgte im Jahre 1953. Die Pläne zum Neubau stammen von Karl Band. Ausdehnung und Höhenwirkung orientieren sich am Vorgängerbau. Der Hauptraum ist jedoch um 90 Grad gedreht und nach Süden ausgerichtet. Er hat einen quadratischen Grundriss. Über der erhaltenen Krypta ist im ihr gleichen Grundriss die Annokapelle. Kirche wurde 1955 fertiggestellt und zwei Jahre später, nach Fertigstellung des frei stehenden Turmes, geweiht.

## Ausstattung

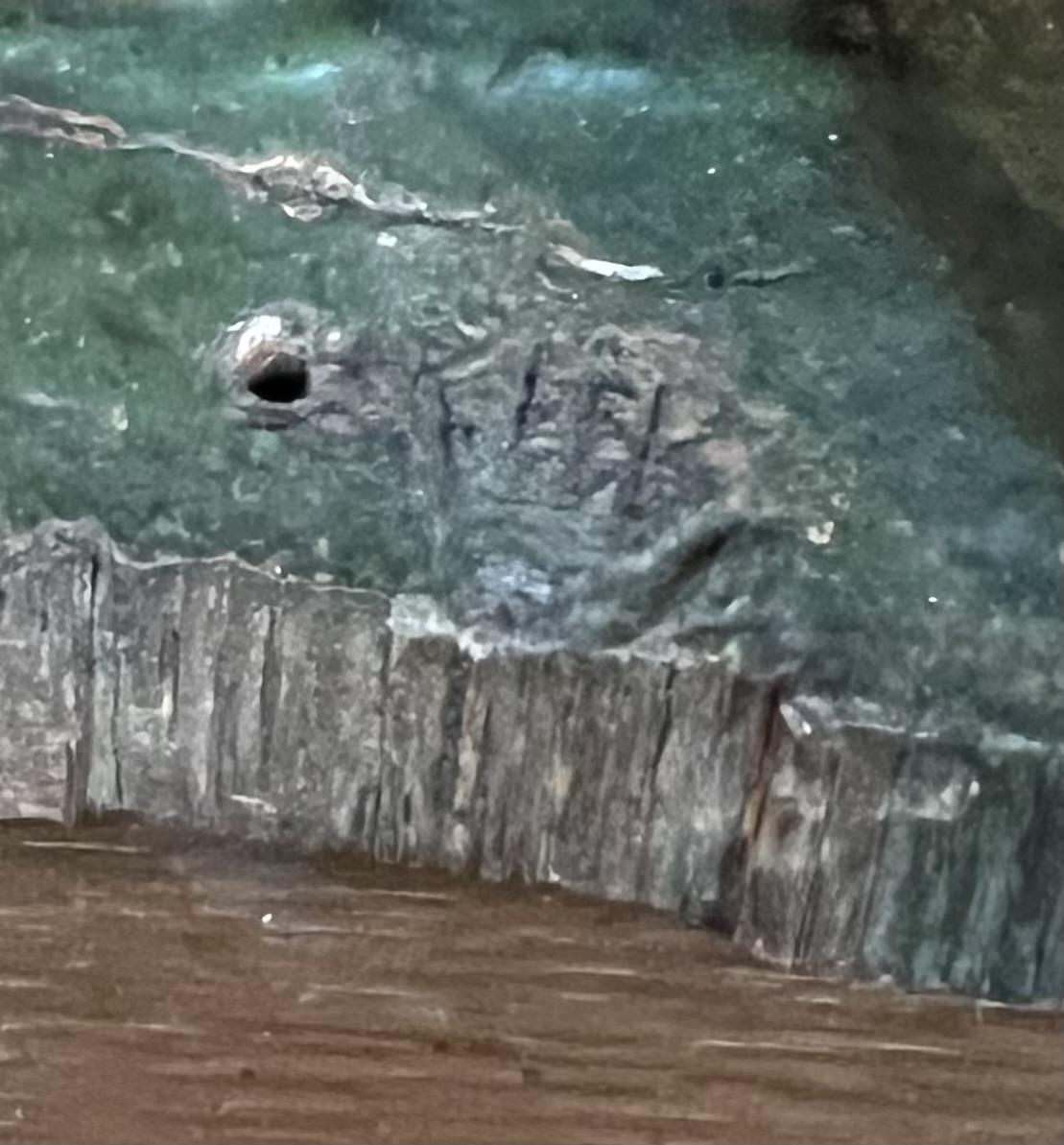
Originalinsignie des großen Antwerpener Retabels

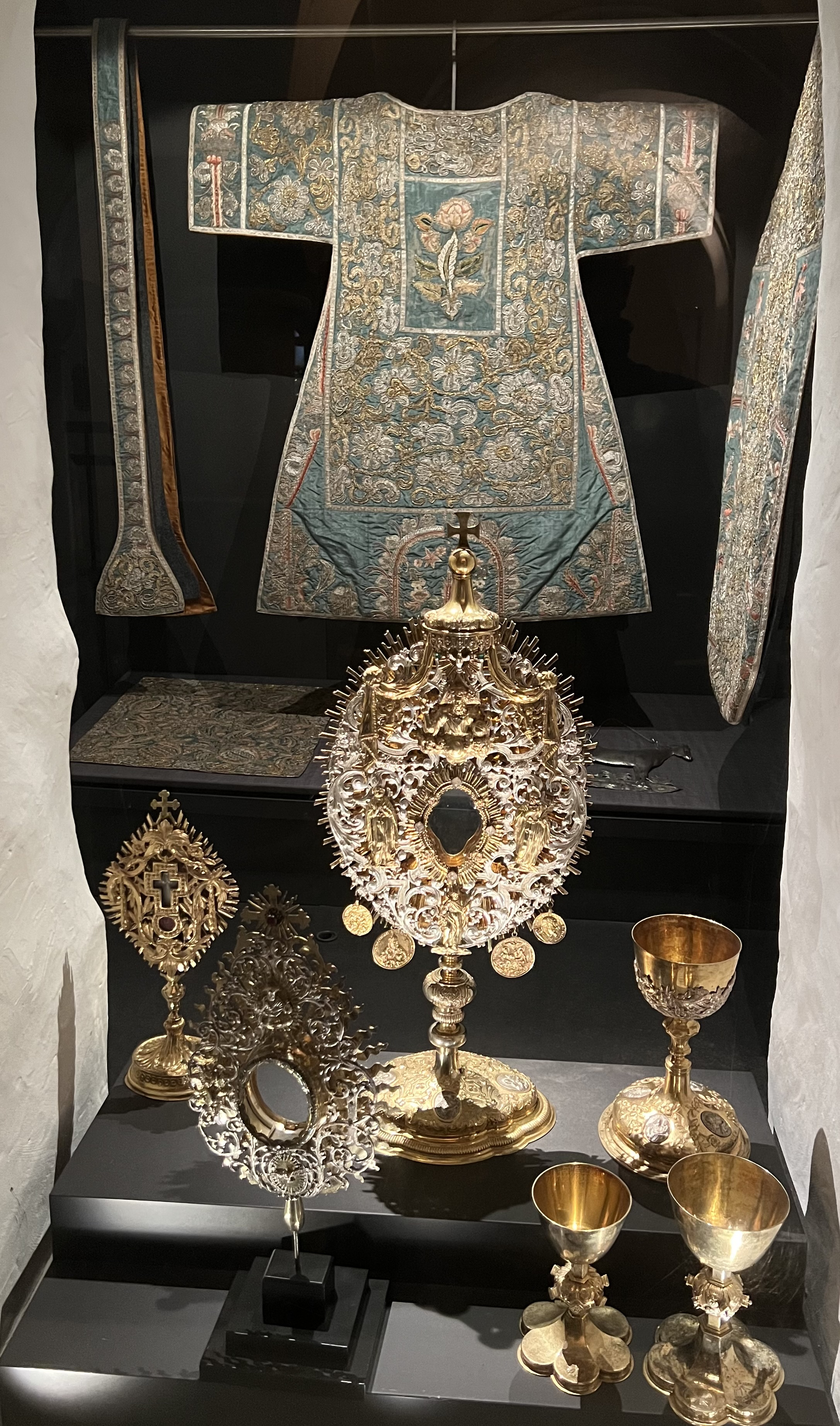
Kirchenschatz in der Krypta

In der Kirche sind zahlreiche Steine des Vorgängerbaus zu sehen. Herausragende Kunstwerke sind die Antwerpener Schreinaltäre, die Heiligendarstellungen enthalten, die in Beziehung zu Zülpich stehen. Daher ist davon auszugehen, dass es sich um Auftragswerke bürgerlicher Institutionen handelt. Der größere, der um 1525 entstand und in der Höhe 282,4 cm und in der Breite 247,5 cm misst, ist wohl das Auftragswerk der Matthiasbruderschaft und der Metzgerzunft.  In ihm ist die geöffnete Hand – Wappensymbol der Stadt Antwerpen, die ihren Namen von „Handwerfen“ ableitete – als Markenzeichen der Antwerpener Schnitzarbeit ins Holz geschlagen. Neben den oben erwähnten Heiligen zeigt er die gemalte Kindheitsgeschichte Jesu, die Passion und geschnitzt, die Kreuzigung. Das kleinere Seitenaltarretabel, das in der Höhe 238 und in der Breite 201 cm misst, ist auch um 1525 in Antwerpen entstanden. Es wurde erst 1975 aus Olef bei Schleiden wieder nach Zülpich St. Peter zurückgebracht. Auf ihm sind die Kreuzigung, die Gregorsmesse, das Erasmusmartyrium und zwölf Heilige dargestellt. Bei beiden Altäre sind die Fächer, in denen die geschnitzten Figuren stehen aus der Zeit nach der Kirchenzerstörung, da die Figuren zur Sicherung in den 40er Jahren der ursprünglichen Rahmung entnommen wurden. (Abbildungen auf Zülpich). Erwähnenswert sind auch die neugotischen Beichtstühle.
Die romanische Krypta befindet sich links vom Altarraum. Sie ist der einzige Raum, der die Zerstörung der alten Kirche überstanden hat. Mit dem angrenzenden Römerbad teilt sie sich von alters her eine Wand. Sie wird als eine der schönsten salischen Unterkirchen im Rheinland gerühmt. Die Krypta besteht aus zwei annähernd gleichen Raumteilen, die von einer Pfeilerreihe getrennt werden und umfasst jeweils drei Schiffe mit vier Jochen. Der Chor der Krypta schließt mit einer halbrunden Apsis ab. Die Unterkirche enthält zwei Altäre aus dem 19. und 20. Jahrhundert. In einer Wandnische ist der Kirchenschatz mit Werken aus der Barockzeit untergebracht. Hierunter auch ein Kreuzreliquiar und eine Sonnenmonstranz von 72 cm Höhe. In der Annokapelle hängt der Torso des Triumphbogenkruzifixes, 123 cm hoch ohne Füße, Unterschenkel und Arme von 1730. Die Skulptur des Hl. Quirinus ist um 1420 entstanden. Diese Holzskulptur hat zum Teil noch die ursprüngliche Farbfassung und hat ohne die fehlenden Unterschenkel noch eine Größe von 86 cm. In der Brust ein leeres Reliquiendepositorium.
Im neuen Hauptkirchenraum sind ein Kölner Kruzifix aus der Zeit um 1060, dass im späten Mittelalter im Beinbereich verändert wurde, und die „Erper Madonna“, die früher ein Wallfahrtsziel war und um 1430 entstanden ist, zu finden. Sie ist ein typisches ländliches Werk des Rheinlandes aus dem späten Mittelalter. Die heutige Farbfassung dieser 66 cm großen Pietà ist jüngeren Datums. Ein Taufstein aus Blaustein aus dem 12. Jahrhundert, Gesamthöhe 107 cm, der vor 1944 einen spätgotischen Pyramidendeckel hatte, steht heute in der Lobby des Pfarrhauses. Das zwölfseitige Becken hat vier Eckköpfe und ist mit vertieften Kleeblattbögen und Tatzenkreuzen geschmückt. Der Unterbau ist von 1978. Damit hat das Taufbecken eine Gesamthöhe von 107 cm. Ein sogenannter „Baumeisterstein“, Höhe 47 cm, ist im Sturz der Sakristeitür eingemauert. Er ist eine romantische Spolie. Man erkennt die Inschrift „Godescalc(us)“. Weiter sind auf ihm ein Krug und ein Winzermesser zu sehen. Daher könnte es sich um eine Werk handeln, das auf den Stifter hinweist. Nahe der Sakristeitür steht ein Weihwasserbecken, 52,5 cm breit, aus Kalkstein. Es wird auf die Mitte des 13. Jahrhunderts datiert und zeigt mit Rosetten besetzt fünf Seiten eines Achtecks.

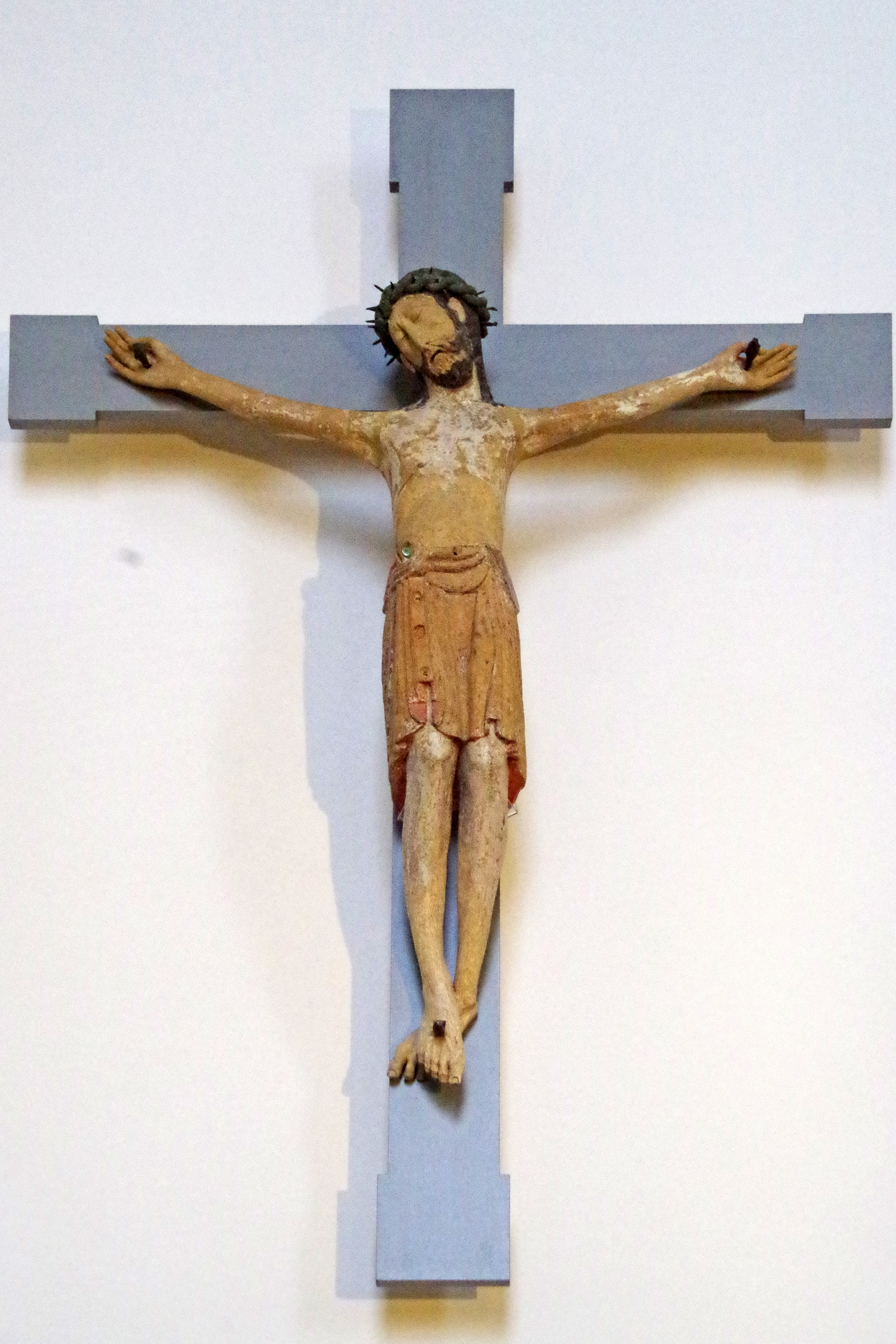
Kölner Kruzifix
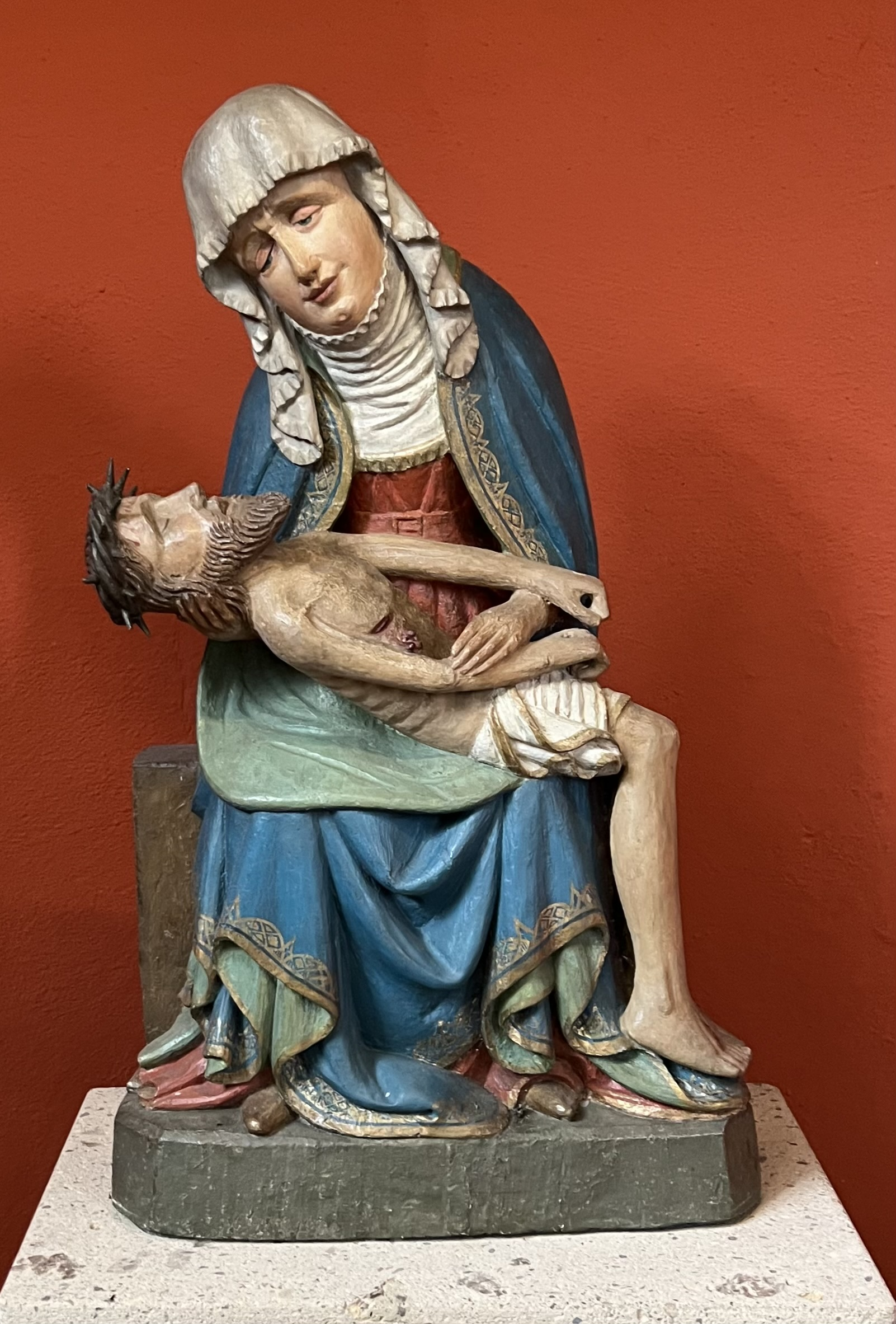
„Erper Madonna“
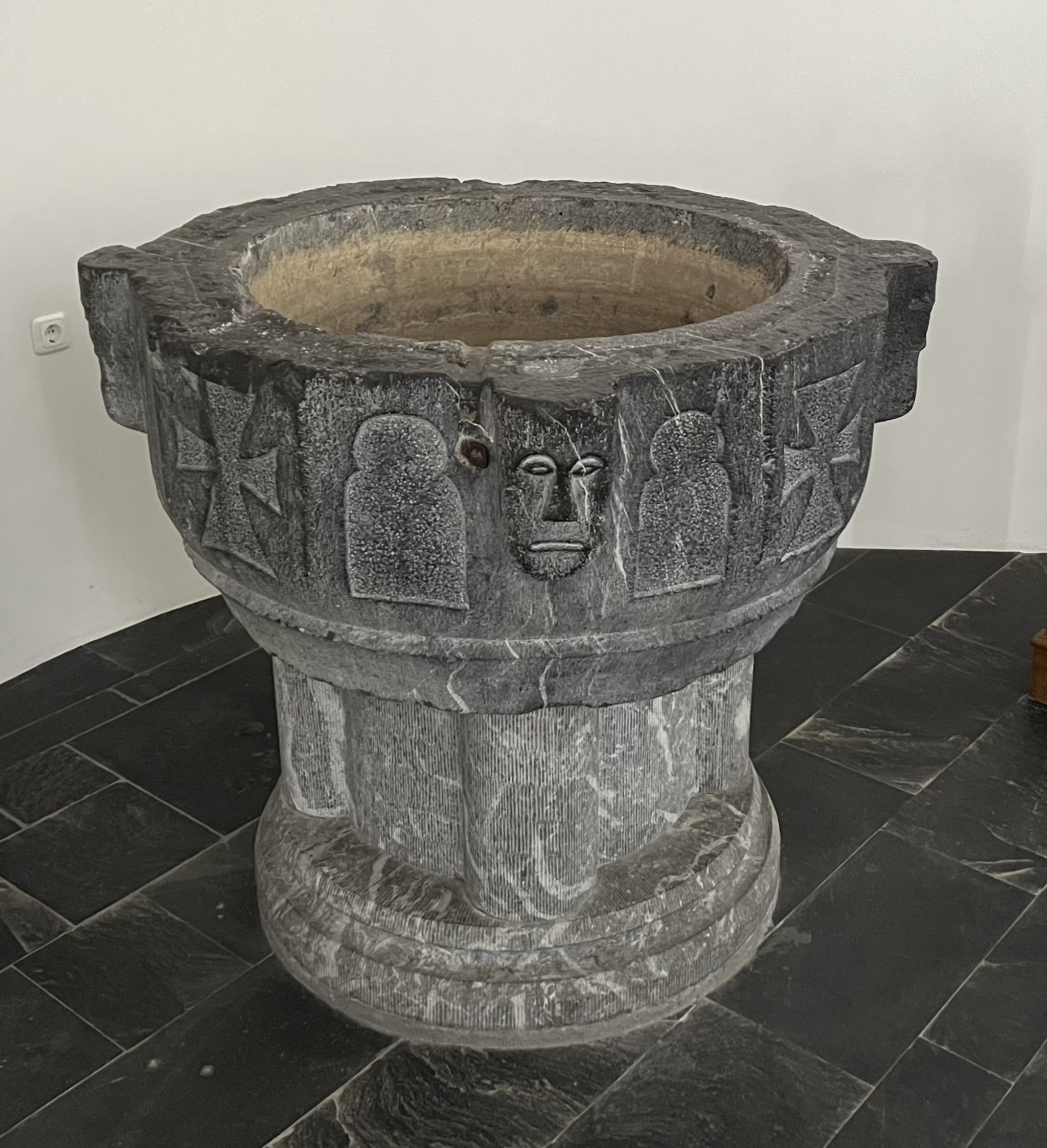
Staufischer Taufstein
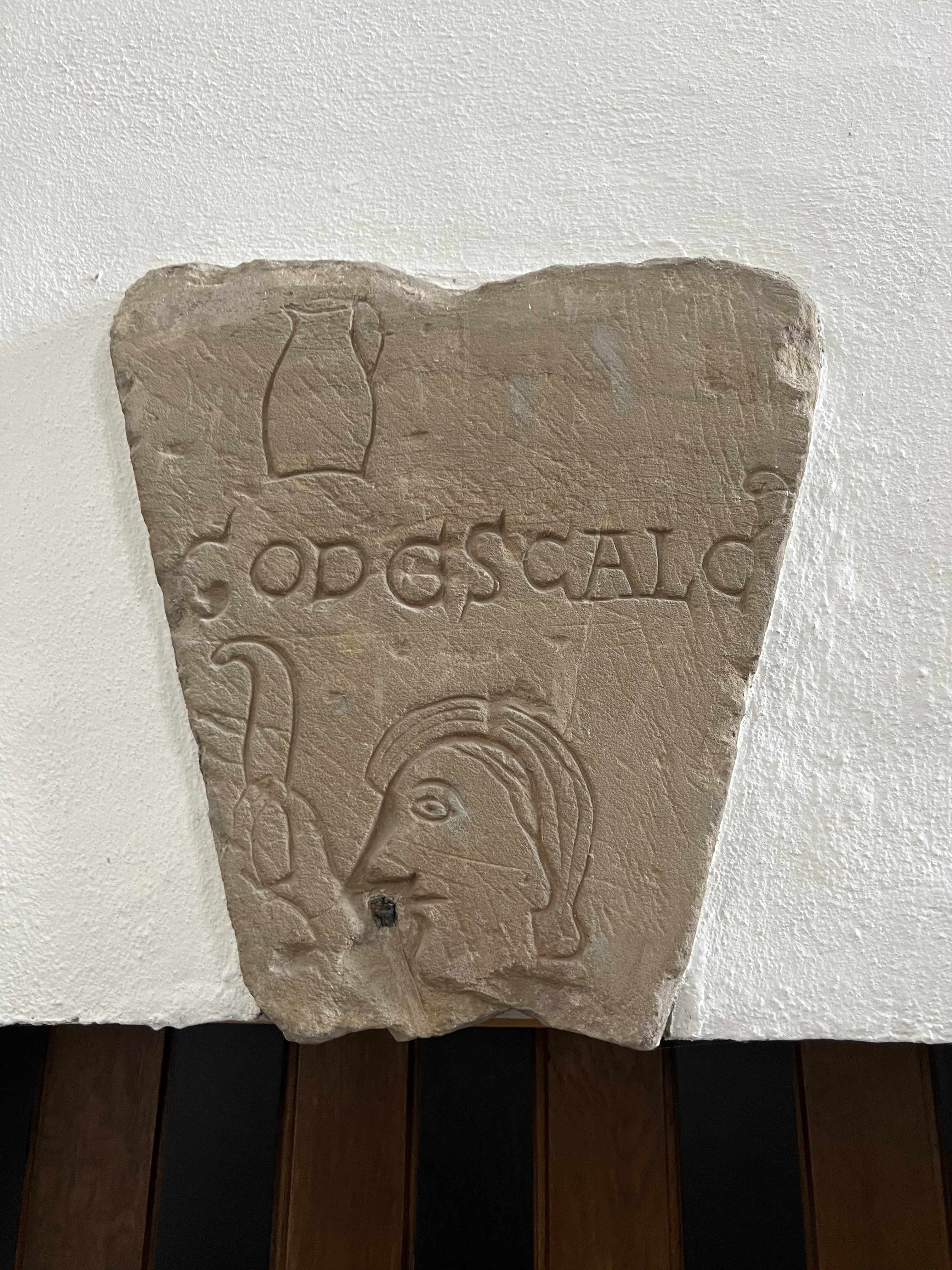
„Baumeisterstein“

## Turm und Glocken
Der neue frei stehende Glockenturm mit quadratischem Grundriss enthält 64 quadratische Fensteröffnungen und ist das höchste Gebäude der Stadt. Er enthält folgende Bronzeglocken, die das fünfstimmiges Geläut des‘-es‘-f‘-as‘-b‘ erklingen lassen:
1. Maria-, Petrus- und Mathiasglocke, Durchmesser 125 cm, Gewicht 1200 kg, lothringische Wandergießerei, Gießmeister Claudius Poincart und Petrus Dron, 1636
2. Marien- und Brandglocke, Durchmesser 122 cm, Gewicht 1100 kg, Koblenzer Gießerei Fabri, Gießmeister Edmund Fabri, 1711
3. Sebastianusglocke, Durchmesser 98 cm, Gewicht 550 kg, Gießerei Petit & Gebrüder Edelbrock Gescher in Westfalen, Gießmeister Hans Hüesker, 1961
4. Josephsglocke, Durchmesser 150 cm, Gewicht 2100 kg, Gießerei Petit & Gebrüder Edelbrock, ,Gießmeister Hans Hüesker, 1961
5. Martinusglocke, Durchmesser 86 cm, Gewicht 370 kg, Gießerei Petit & Gebrüder Edelbrock, Gießmeister Hans Hüesker, 1961[13]

Die Sakristeiglocke aus Bronze hat einen Durchmesser von 27,7 cm, eine ehemalige Kapellenglocke, wurde 1766 gegossen.

## Orgel
Die heutige Orgel ist ein Werk des Herstellers Orgelbau Weimbs aus Hellenthal, der hierzu die alte Seifert-Orgel aus den 1980er Jahren umbaute und ergänzte. Das heutige Klangkonzept basiert auf zwei Bausteinen: Der erste Baustein ist die 2013/2014 erfolgte Reorganisation/Neugestaltung der vorhandenen Hauptorgel, die zwar am gleichen Platz blieb, aber die umgebende Empore wurde entfernt. Der zweite Baustein, fertiggestellt im Mai 2017, ist eine klangliche Ergänzung der vorhandenen Hauptorgel durch ein zusätzliches Werk auf der Orgelempore in der Annokapelle. Dieses stammt von Holger Weimbs und Eckhard Isenberg. Die Hauptorgel befindet sich über der neuen Taufnische und enthält eine Trompeteria. Sie hat 47 Register, verteilt auf drei Manuale und Pedal. Wegen der nun fehlenden Empore und der Platzierung des Spieltischs in der Annokapelle musste das Werk auf rein elektrische Steuerung umgebaut werden.
Disposition
| I Hauptwerk C–g‴  |       |
| Bourdun           | 16′   |
| Principal         | 8′    |
| Flaut Major       | 8′    |
| Octave            | 4′    |
| Flaut Minor       | 4′    |
| Quinte            | 2 ⁄3′ |
| Superoctave       | 2′    |
| Mixtur 4 f        | 2′    |
| Cornett 3 f ab f° |       |
| Trompete          | 8′    |
| 00Tremulant       |       |
|                   |       |
| Trompeteria*      |       |
| Tuba Petri        | 16′   |
| Tuba Petri        | 8′    |
| Tuba Petri        | 4′    |

| II Positiv C–g‴ (schwellbar) |        |
| Gegenprincipal               | 8′     |
| Rohrflöte                    | 8′     |
| Salicional                   | 8′     |
| Vox Coelestis                | 8′     |
| Principal                    | 4′     |
| Flaut travers                | 4′     |
| Violine                      | 4'     |
| Nasard                       | 2 ⁄3′  |
| Flautino                     | 2′     |
| Terz ab c°                   | 1 3⁄5′ |
| Rauschquinte 2-3 f           | 1 ⁄3′  |
| Klarinette                   | 8′     |
| 00Tremulant                  |        |

| III Schwellwerk C–g‴ (2017) (Annokapelle) |       |
| Bourdon                                   | 16′   |
| Principal                                 | 8′    |
| Bourdon                                   | 8′    |
| Flûte Harmonique                          | 8′    |
| Gambe                                     | 8′    |
| Voix Céleste ab c°                        | 8′    |
| Prestant                                  | 4'    |
| Flûte Octaviante                          | 4'    |
| Doublette                                 | 2′    |
| Progressio 2-5 f                          | 2 ⁄3′ |
| Basson/Hautbois                           | 8′    |
| Trompette Harm.                           | 8′    |
| 00Tremulant                               |       |

| Pedal C–f′                                           |         |
| Soubasse**                                           | 16′     |
| Bourdon**                                            | 8′      |
| Violon                                               | 16′     |
| Subbass                                              | 16′     |
| Quinte                                               | 10 2⁄3′ |
| Octave                                               | 8′      |
| Bordun                                               | 8′      |
| Octave                                               | 4′      |
| Bombarde                                             | 16′     |
| Posaune                                              | 8′      |
|                                                      |         |
| Carillon*                                            |         |
| 25 Klangstäbe über die gesamte Klaviatur repetierend |         |

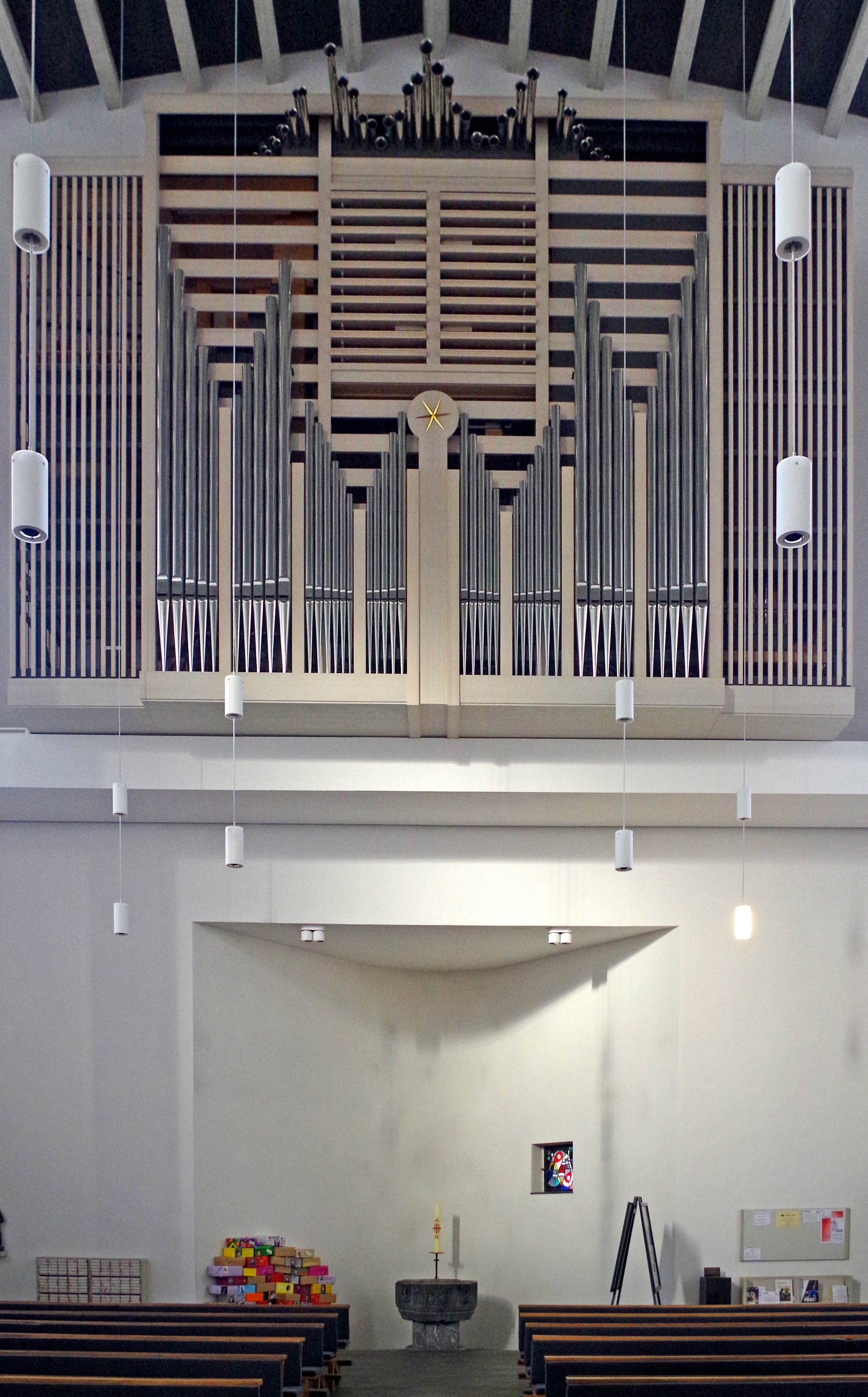
Orgel

- Koppeln: II/I, III/I, III/II, I/P, II/P, III/P

* In allen Manualen und Pedal registrierbar0000
** Pedalregister der Annokapellenorgel